# 日本山蛭琉球變種
日本山蛭琉球變種（学名：Haemadipsa rjukjuana）为山蛭科山蛭屬下的一个种。